# Barquet

Barquet este o comună în departamentul Eure, Franța. În 1 ianuarie 2022 avea o populație de 449 de locuitori.